# Teorema de Hiparco
O teorema de Hiparco, muitas vezes confundido com o teorema de Ptolomeu, diz: "para qualquer quadrilátero inscritível, a razão entre as diagonais é igual a razão da soma dos produtos dos lados que concorrem com as respectivas diagonais".

Ilustração do teorema

{\displaystyle {\frac {m}{n}}={\frac {a\cdot b+c\cdot d}{a\cdot d+b\cdot c}}}